# 가평 하판리 지진탑
가평 하판리 지진탑(加平 下板里 地鎭塔)은 대한민국 경기도 가평군, 현등사 내의 언덕 아래에 자리하고 있는 고려시대의 석탑이다. 1983년 9월 19일 경기도의 문화재자료 제17호로 지정되었다.

## 개요
현등사 내의 언덕아래에 자리하고 있는 석탑으로, 고려 희종 때 승려 보조국사가 이 주위를 지나다가 석등에서 불빛이 솟아오르는 것을 보고, 수백년 동안 폐허로 있었던 이 절터에 새로 절을 짓게 되었다. 이 때 터의 기를 진정시키고자 이 탑을 세워 두었다 한다. 이로 인해 ‘지진탑(地鎭塔)’이라는 이름이 생겨났으며, 승려의 이름을 따서 ‘보조국사탑’이라 부르기도 한다.
탑은 원래 3층 석탑이었을 것으로 보이나, 기단(基壇)의 일부와 탑신(塔身)의 1층 몸돌이 없어져 본래의 모습을 잃고 있다. 바닥돌과 기단의 맨윗돌은 윗면에 경사가 흐르며 네 모서리 선이 뚜렷하다. 지붕돌과 몸돌이 교대로 올려진 탑신부는 몸돌의 모서리마다 기둥 모양을 본떠 새겼다. 느린 경사가 흐르는 지붕돌은 밑면에 받침을 두었는데 1·2층은 4단, 3층은 3단으로 불규칙하며, 처마는 네 귀퉁이에서 서서히 위로 들리면서 느린 곡선을 그리고 있다. 꼭대기에는 머리장식을 받치던 네모난 받침돌만 남아 있다.
탑의 조각양식과 이름에 얽힌 이야기로 미루어, 고려시대의 작품으로 추측된다.

## 형태
가평하판리지진탑은 높이 1.7m 규모의 일반형 석탑이다. 가장 하단에 놓인 지대석에는 2단의 괴임대가 마련되었고, 네 귀퉁이의 합각이 뚜렷하다. 기단 갑석의 하면에는 부연이 있고, 상면에는 각형 2단의 받침이 조출되어 있다. 탑신석과 옥개석은 각각 한 개의 돌로 구성되었다. 각층의 탑신석에는 모두 우주(隅柱)[건물의 모퉁이에 세운 기둥]가 각출되어 있다. 옥개석의 하단에는 1·2층이 4단, 3층은 3단의 옥개받침이 조출되어 있다. 낙수면의 경사가 비교적 완만하고, 추녀는 수평으로 흐르다가 전각에 이르러 급하게 반전되고 있다. 상륜부는 노반석만이 남아 있는데, 상면에는 지름 5cm의 찰주(刹柱)[석탑의 상륜을 지탱하는 버팀대]를 꼽기 위한 구멍이 있다.

## 현지 안내문
현등사삼층지진탑
- 경기도문화재자료 제17호

높이 1.7m 규모의 일반형석탑이다. 고려 희종 때 보조국사 지눌이 현등사를 재건하면서 경내의 지기(기운)를 진전시키기 위하여 세웠다는 전설이 전해지고 있다. 때문에 지진탑(地鎭塔)이란 이름이 지어졌다.
가장 하단에 놓인 지대석위에는 2단의 괴임대가 들어가 있다. 기단부 갑석의 하면에는 부연이 있고, 정면에는 2단의 받침이 도출되어 있다.
탑신석과 옥개석은 각각 한 돌로 구성되어 있다. 각층의 탑신석에는 모두 우주가 새겨져 있다. 옥개석의 하단에는 1·2층이 4단, 3층은 3단의 옥개받침이 도출되어 있다. 낙수면의 경사가 비교적 완만하고, 추녀는 수평으로 흐르다 전각에 이르러 급하게 반전되고 있다.
상륜부에는 노반석만이 남아 있다. 상면에는 지름 5cm의 찰주를 꼽기 위한 구멍이 있는데, 현존하는 부재의 양식으로 보았을 때 3층석탑으로 추정되며, 고려시대 중기에 건립된 것으로 추정된다.

## 사진

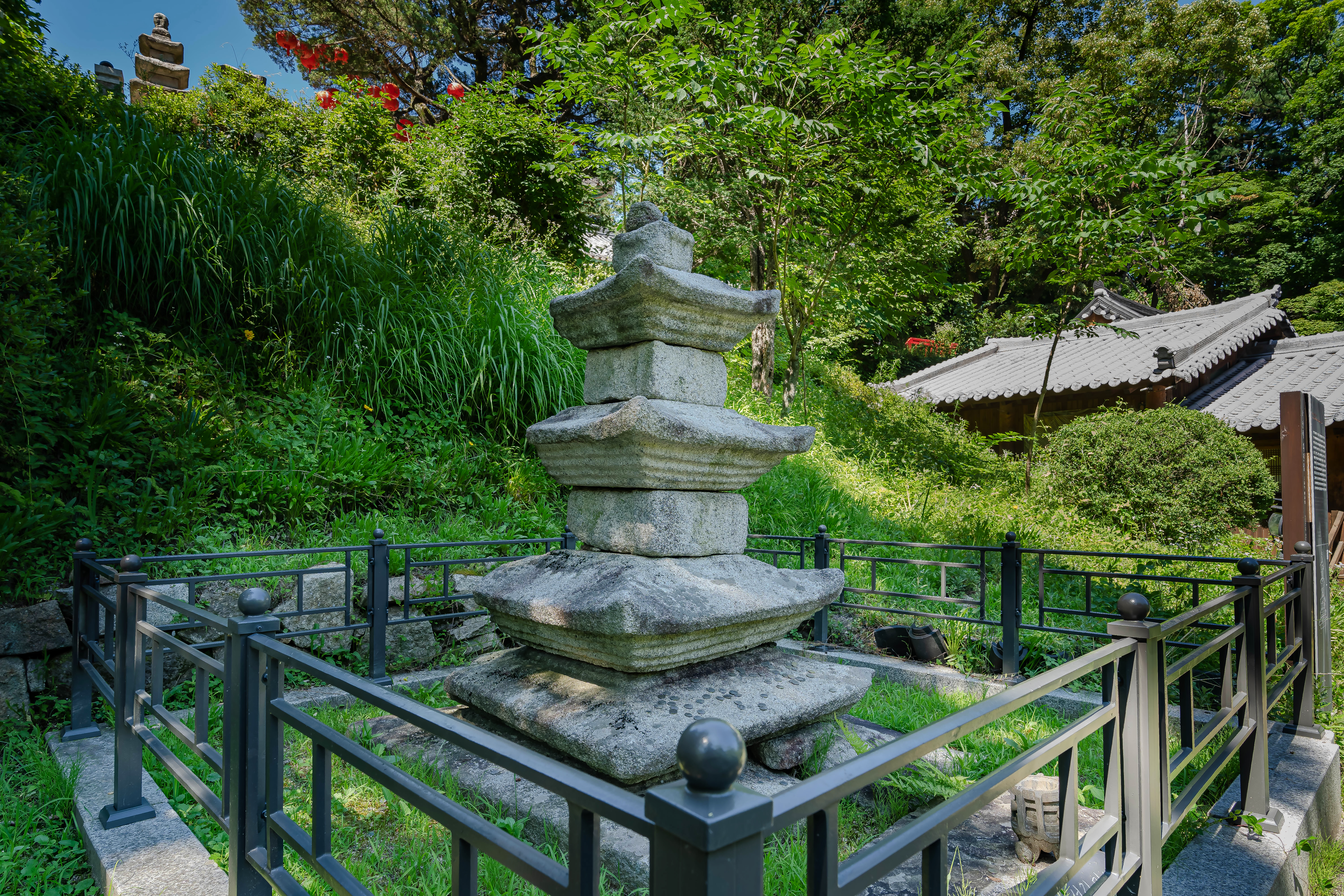
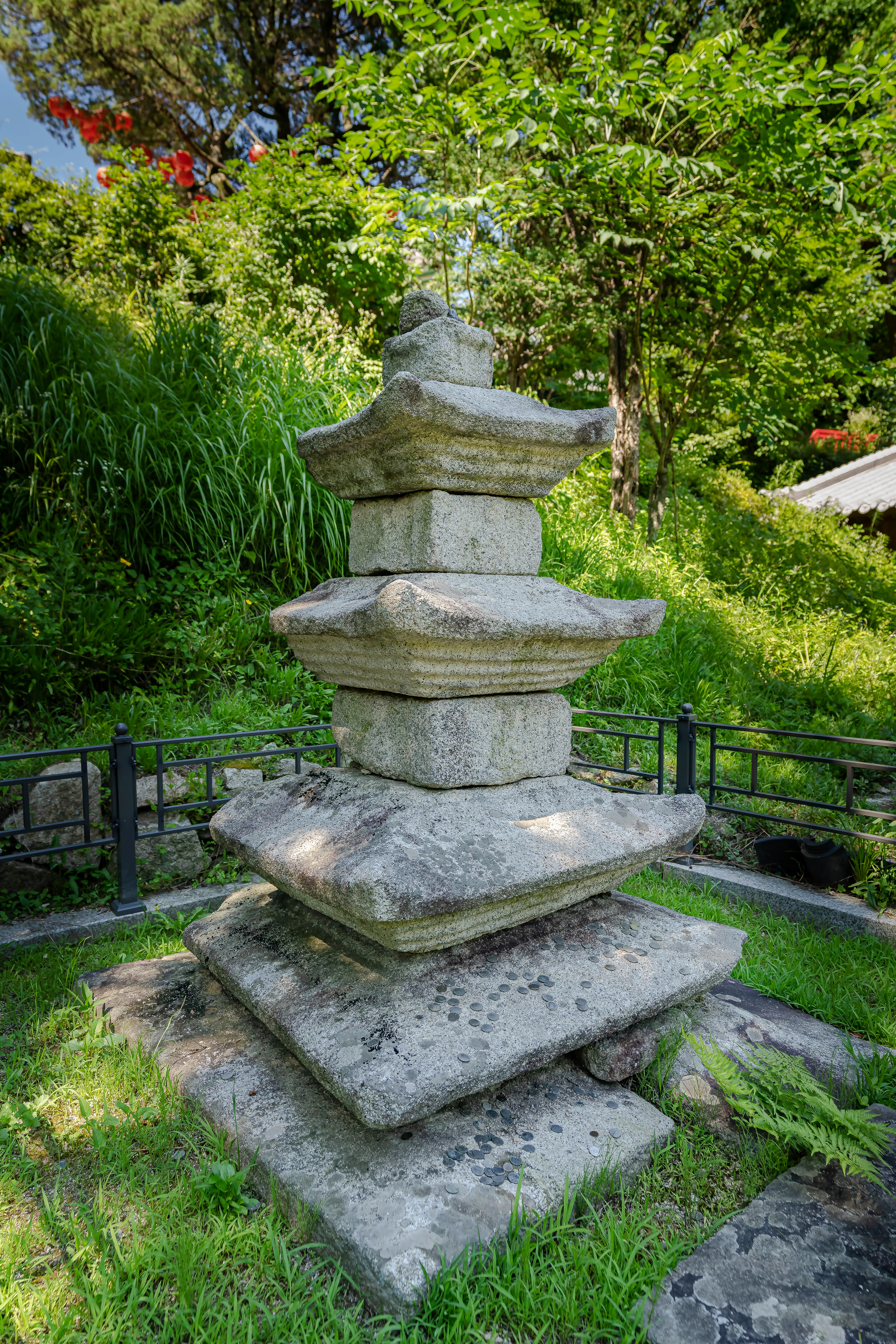
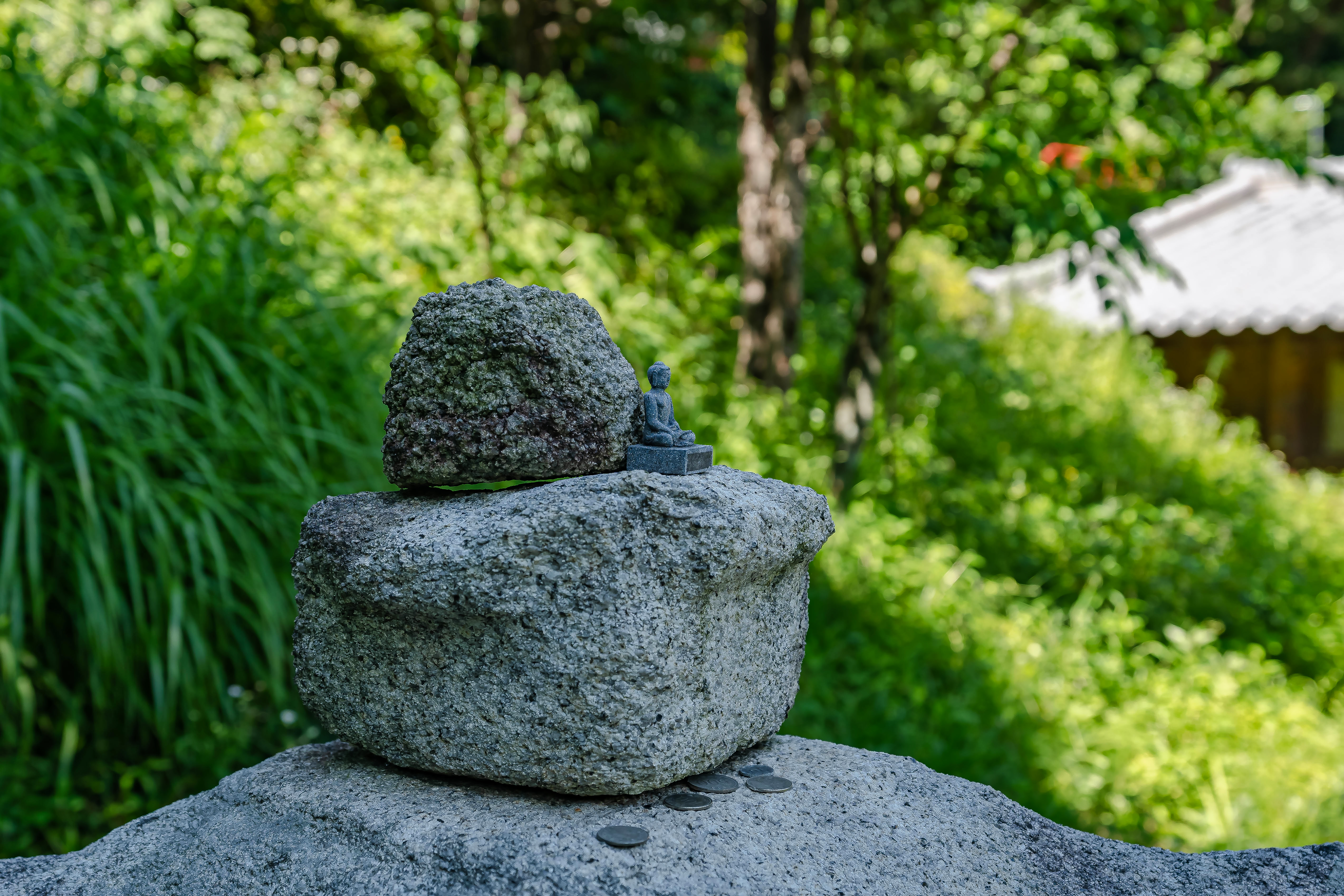
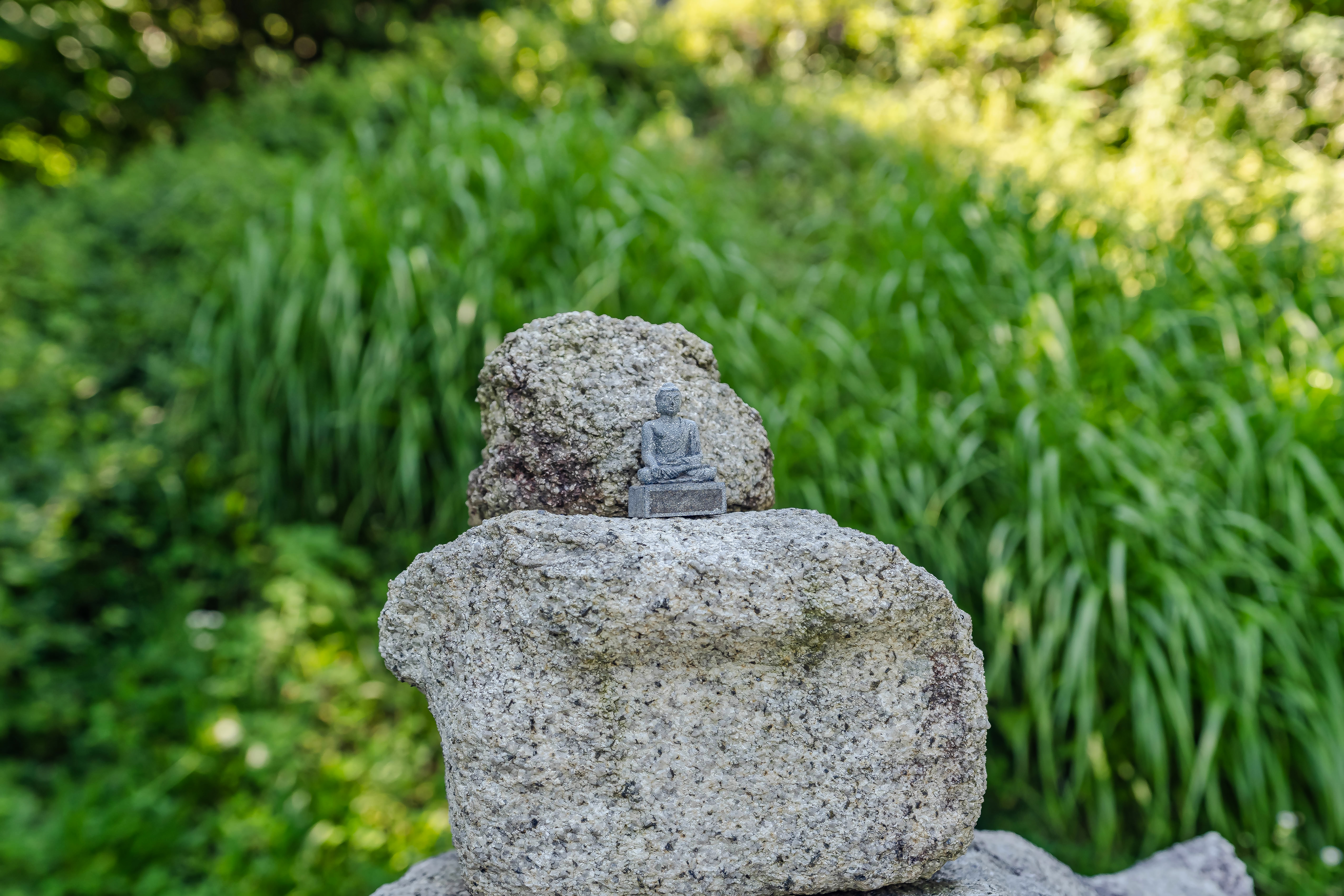
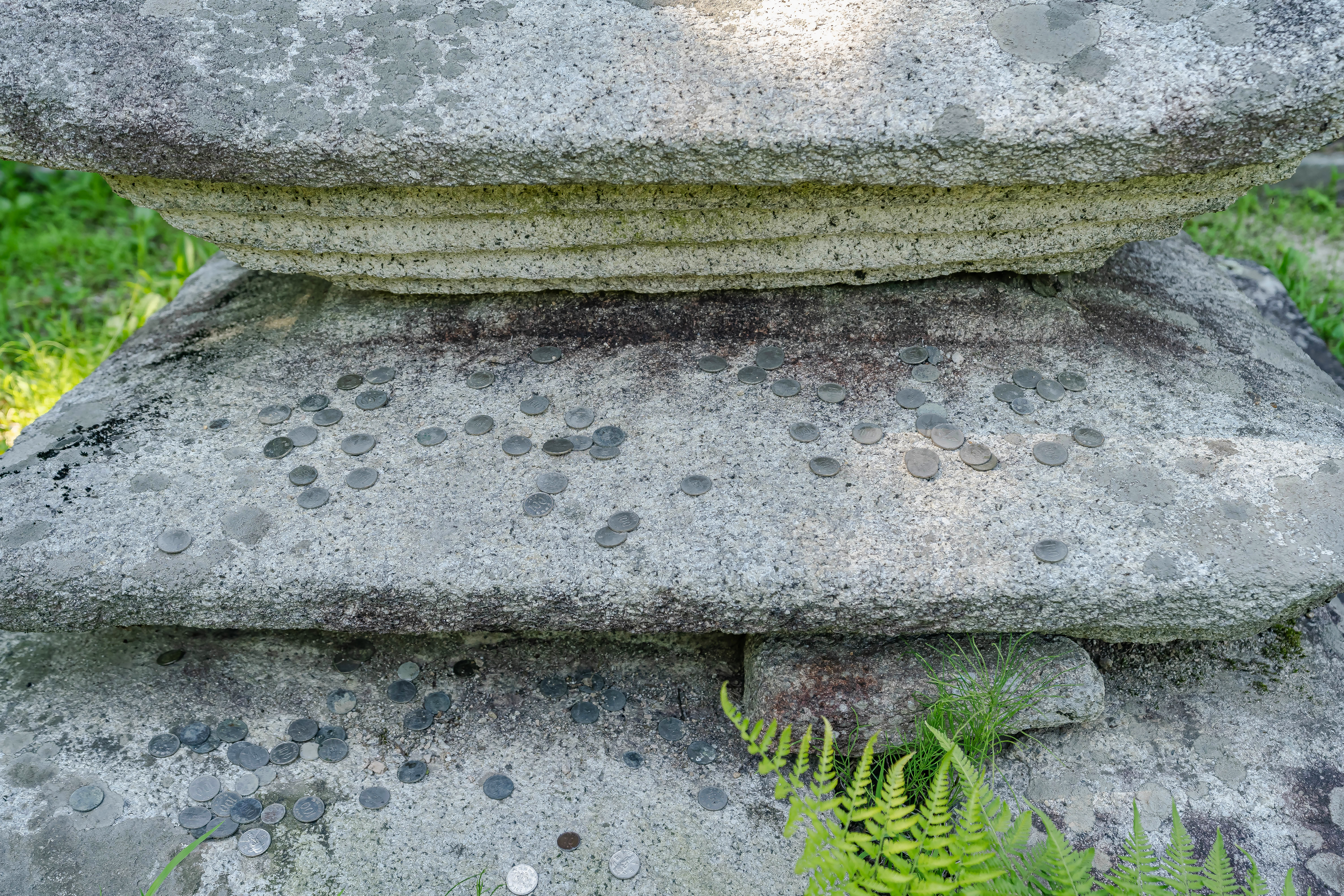

## 같이 보기
- 현등사

## 참고 자료
- 가평하판리지진탑 - 문화재청 국가문화유산포털
- 가평하판리지진탑 보관됨 2021-08-10 - 웨이백 머신 - 경기관광포털
- 가평하판리지진탑 - 디지털가평문화대전
- 가평하판리지진탑 - 가평군 홈페이지
- 가평하판리지진탑 보관됨 2021-08-10 - 웨이백 머신 - 경기문화재연구원
- 현등사 삼층 석탑 지진탑 보관됨 2021-08-10 - 웨이백 머신 - 가평문화원
- 가평하판리지진탑 - 경기도메모리